# Wiednitz
Wiednitz (alt sòrab: Wětnica) és un municipi alemany que pertany a l'estat de Saxònia. Està situat a uns 13 quilòmetres al nord-oest de Kamenz i 18 km al sud-oest de Hoyerswerda.

## Districtes
- Wětnica (Wiednitz)
- Heye (Heide)